# Kazimierz Florian Micuta
Kazimierz Florian Micuta herbu Gozdawa – podkomorzy grodzieński w latach 1716–1736, podsędek grodzieński w latach 1699–1715.
Był posłem grodzieńskim na sejm 1718 roku. Poseł powiatu grodzieńskiego na sejm 1730 roku i sejm nadzwyczajny 1733 roku. Jako sędzia kapturowy i deputat powiatu grodzieńskiego podpisał pacta conventa Stanisława Leszczyńskiego w 1733 roku.